# Acroma
Acroma (àrab عكرمة) (també coneguda com Akramah i Ikrimah) és una ciutat del nord-est de Líbia al districte de Butnan, a uns 28 km a l'oest de Tobruk.
El 17 d'abril de 1917, el Tractat d'Acroma, va ser signat pel govern italià (com a poder ocupant, colonial) i Mohammed Idris (cap dels Senussi). El pacte va ser un alto el foc ambigu que reconeixia una autoritat de facto per a Idris a Cirenaica, tot i que no excloïa la sobirania territorial italiana del territori.

## Segona Guerra Mundial

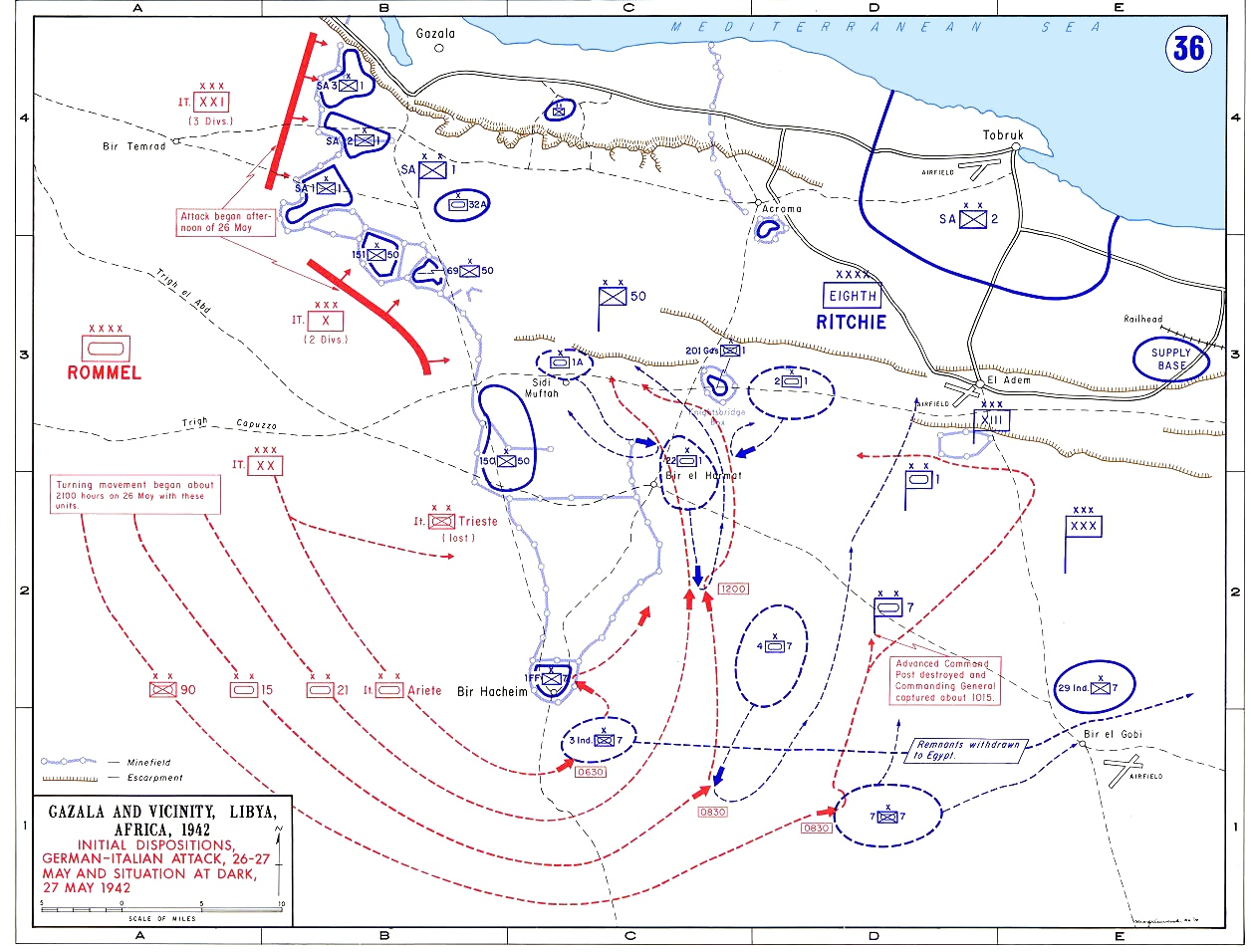
Posició de Knightsbridge i les altres posicions defensives durant la batalla de Gazala

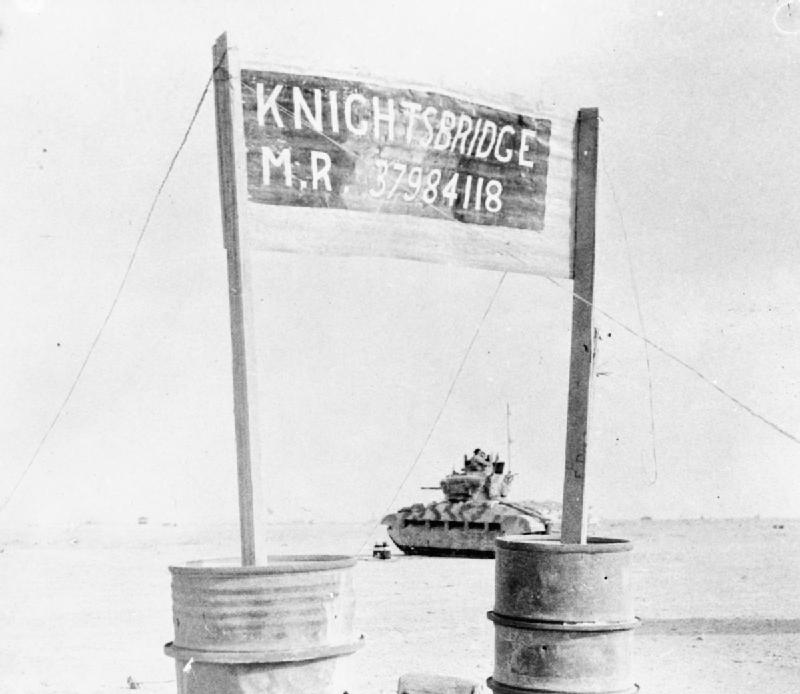
Un tanc britànic Matilda passa per l'encreuament de la carretera "Knightsbridge" poc després de la gran batalla de tancs allà durant la batalla de Gazala

Durant la campanya nord-africana de la Segona Guerra Mundial, la zona va ser escenari de forts combats en diverses ocasions diferents. Acroma va ser capturat de les forces de l'Eix el 10 de desembre de 1941 durant l'Operació Compass.
Més tard, una intersecció de dos camins beduïns a 16 quilòmetres al sud d'Acroma, va assumir una gran importància estratègica i es va fer coneguda amb el nom en clau aliat Knightsbridge Box.

### Knightsbridge Box
La defensa contra l'impuls de Rommel a través de Cirenaica cap a Suez consistia en una sèrie de punts forts o "boxes" espaiats irregularment, enllaçats per profunds camps de mines. Els més propers a les forces de l'Eix eren controlats per una brigada d'infanteria, mentre que els que estaven més enrere servien com a posicions estàtiques de reserva i com a bases des de les quals podien operar els blindats.
La "caixa" principal, coneguda com Knightsbridge, es trobava al voltant d'una cruïlla de camins beduïns a uns 20 quilòmetres a l'oest de Tobruk i 16 quilòmetres al sud d'Acroma, comandant totes les vies per les quals arribaven els subministraments al front. Les estacions d'avituallament i els aeròdroms del Vuitè Exèrcit es trobaven a Acroma, El Adem, El Duda, Sidi Rezegh i Gambut. Knightsbridge va ser, per tant, una posició clau i el pivot sobre el qual van maniobrar els blindats durant els intensos combats de la batalla de Gazala.

### Cementiri militar
Després del final de la guerra, el cementiri de guerra de Knightsbridge, es va construir a 6 quilòmetres al nord d'Acroma, prop de la carretera principal que uneix Tobruk i Gazala La zona va ser el focus de la batalla de Gazala durant el juny de 1942.